# Quận Emmons, North Dakota
Quận Emmons là một quận thuộc tiểu bang Bắc Dakota, Hoa Kỳ. Quận lỵ đóng ở Linton6. Quận được đặt tên theo James Emmons (1845–1919). Dân số theo điều tra năm 2000 của Cục điều tra dân số Hoa Kỳ là 4331 người.

## Địa lý
Theo Cục điều tra dân số Hoa Kỳ, quận này có diện tích 1.555 dặm vuông Anh (4.027,4 km2), trong đó có 45 dặm vuông Anh (116,5 km2) là diện tích mặt nước.